# Скалярное поле
Скалярное поле (скалярная функция) на некотором конечномерном пространстве {\displaystyle V} — функция, ставящая в соответствие каждой точке из некоторой области этого пространства (область определения) скаляр, то есть действительное или комплексное число. При фиксированном базисе пространства скалярное поле можно представить как функцию нескольких переменных, являющихся координатами точки. 
Разница между числовой функцией нескольких переменных и скалярным полем заключается в том, что в другом базисе скалярное поле как функция координат изменяется так, что если новый набор аргументов представляет ту же точку пространства в новом базисе, то значение скалярной функции не изменяется.
Например, если в некотором ортонормированном базисе двумерного векторного пространства скалярная функция имеет вид {\displaystyle f(v)=x^{2}+2y^{2},} то в другом базисе, повернутом на 45 градусов к этому, эта же функция в новых координатах будет иметь вид {\displaystyle f(v)=3x'^{2}+3y'^{2}-2x'y'}. 
Чаще всего рассматриваются скалярные функции, являющиеся непрерывными или дифференцируемыми (гладкими) достаточное количество раз (то есть, функция должна принадлежать {\displaystyle \mathbb {C} ^{m}}).
В приложениях преимущественно встречаются:
- Функция трёх переменных: {\displaystyle u=u(\mathbf {r} )=u(x,y,z)} (скалярное поле на (в) трёхмерном пространстве, называемое иногда[1] пространственным полем).
- Функция двух переменных: {\displaystyle u=u(\mathbf {r} )=u(x,y)} (скалярное поле на (в) двумерном пространстве, называемое иногда[1] плоским полем).

## Примеры
Примеры скалярных полей на трёхмерном пространстве:
- температура (подразумевается, что она, вообще говоря, разная в разных точках пространства);
- электростатический потенциал;
- потенциал в ньютоновской теории тяготения;
- поле давления в жидкой среде.

Примеры плоских (двумерных) скалярных полей:
- глубина моря, отмеченная каким-либо образом на плоской карте;
- плотность заряда на плоской поверхности проводника.

Обычно под скалярным полем понимается поле, инвариантное при преобразованиях координат (иногда, и нередко — при определенном классе преобразований координат, например, при преобразованиях, сохраняющих объем, ортогональных преобразованиях и т. п.; но не менее редко имеется в виду инвариантность скалярного поля при произвольных преобразованиях координат, ограниченных, быть может, только гладкостью). (См. скаляр).
В этом смысле далеко не каждая вещественнозначная функция координат является скалярным полем. Простейший пример: в этом смысле не является скалярным полем одна из координатных компонент векторного поля, так как при изменении выбора координат (например, при повороте координатных осей) она не останется неизменной (то есть, не является инвариантом преобразований координат).

## Скалярные поля в физике
В физике и многих других приложениях поле, вообще говоря, зависит также от времени:
{\displaystyle u=u(x,y,z,t)},

при этом операции над полем (такие, как градиент) используются по-прежнему 3-мерные, то есть, несмотря на добавление еще одной независимой переменной, по существу при этом поле рассматривается как поле в пространстве размерности 3, а не 4. Те же соображения касаются случаев, когда поле зависит, кроме пространственных координат, ещё от каких-то других параметров: эти параметры могут быть явно указаны в функциональной зависимости, что, однако, не меняет размерности основного пространства, в котором рассматривается поле.
В современной теоретической физике принято явным образом рассматривать время как координату, формально равноправную трем пространственным, а совокупность пространства и времени рассматривается явно как единое четырёхмерное пространство (называемое пространством-временем). Таким образом, говоря о скалярном поле в современной теоретической физике, по умолчанию подразумевают поле на четырёхмерном пространстве или многообразии, т. е. функцию, зависимую от четырёх формально равноправных координат:
{\displaystyle u=u(x_{i})=u(x_{0},x_{1},x_{2},x_{3})}

(одна из этих четырёх координат {\displaystyle x_{i}} равна или пропорциональна времени); более того, при этом, если используют термин скалярное поле, еще и подразумевается, что {\displaystyle u} лоренц-инвариантно. Все операции над полем (такие, как градиент) при этом используются в их четырёхмерном виде.
Под скалярным полем в современной теоретической физике понимается обычно (если речь идёт о фундаментальных полях) фундаментальное поле скаляра пространства Минковского (лоренц-инвариантное поле) или поле, инвариантное относительно общекоординатных преобразований (обычно первое и второе практически совпадает).
Практическими синонимами термина скалярное поле в этом смысле являются термины поле спина ноль, частица спина ноль, скалярная частица (последние, всё же несколько разводя эти близкие понятия, называют также возбуждениями скалярного поля).
Единственной экспериментально открытой скалярной частицей является бозон Хиггса.
Скалярные поля играют немалую роль в теоретических построениях. Их наличие (наряду с векторными и тензорными полями, понимаемыми в том же смысле и наблюдаемыми реально) необходимо для полноты классификации фундаментальных полей.
В новых физических теориях (таких, как, например, теория струн) часто имеют дело с пространствами и многообразиями разной размерности, в том числе и достаточно высокой (больше четырёх), и полями, в том числе скалярными полями, на таких пространствах.

## Поверхность уровня
Скалярное поле можно представить графически с помощью поверхностей уровня (также называемой изоповерхностями).
Поверхностью уровня скалярного поля {\displaystyle u=u(x,y,z)} называется множество точек пространства, в которых функция u принимает одно и то же значение c, то есть поверхность уровня определяется уравнением {\displaystyle u(x,y,z)=c}. Изображение набора поверхностей уровня для разных {\displaystyle c} дает наглядное представление о конкретном скалярном поле, для которого они построены (изображены), кроме того, представление о поверхностях уровня дает определенный дополнительный геометрический инструмент для работы со скалярным полем, который может использоваться для вычислений, доказательства теорем и т. п. Пример: эквипотенциальная поверхность.
Для поля на двумерном пространстве аналогом поверхности уровня является линии уровня. Примеры: изобата, изотерма, изогипса (линия равных высот) на географической карте и прочие изолинии.
Поверхностями уровня для скалярного поля на пространстве большей размерности являются гиперповерхности с размерностью на единицу меньшей, чем размерность пространства.

## Градиент
Направление скорейшего возрастания поля {\displaystyle u=u(\mathbf {r} )=u(x,y,z)} указывает вектор градиента, обозначаемый стандартно:
{\displaystyle \mathbf {grad} \ u},
или иное обозначение:
{\displaystyle \nabla u},
с компонентами:
{\displaystyle \left({\frac {\partial u}{\partial x}},\ {\frac {\partial u}{\partial y}},\ {\frac {\partial u}{\partial z}}\right)}.
Здесь приведена формула для трёхмерного случая, на другие размерности она обобщается прямо и тривиально.
- Если координаты не декартовы (базис не ортонормирован), существенно заметить, что приведённые выше компоненты градиента ковариантные, то есть градиент скалярного поля есть ковекторное поле. Для ортономированных базисов это несущественно, так как для них понятие вектора и ковектора можно считать совпадающими, как и ковариантные и контравариантные координаты.

Абсолютная величина вектора градиента u есть производная u по направлению скорейшего роста (скорость роста u при движении с единичной скоростью в этом направлении).
Градиент всегда перпендикулярен поверхностям уровня (в двумерном случае — линиям уровня). Исключение — особые точки поля, в которых градиент равен нулю.